# I've Got You Under My Skin
«I've Got You Under My Skin» (en español: «Te tengo bajo mi piel») es una canción compuesta por Cole Porter, en 1936. El tema se estrenó ese mismo año en el musical de MGM Born to Dance protagonizado por Eleanor Powell, en el que fue interpretado por Virginia Bruce. Fue nominada para el premio Oscar a la mejor canción original de ese año. A partir de 1946, se convirtió en una canción insignia de Frank Sinatra. Ha sido grabada también por multitud de artistas pop y de jazz.

## Versión de Sinatra
Frank Sinatra cantó por primera vez la canción en su programa de radio en 1946, en la segunda parte de un popurrí con "Easy to Love". Puso su sello definitivo a la melodía diez años más tarde, en una versión con una swing Big Band con arreglos de Nelson Riddle. Riddle era un fan de Maurice Ravel, y ha manifestado que esta adaptación estaba inspirada en el bolero.  Desde entonces la canción se convirtió en un clásico para Sinatra, que la incluía en muchos de sus conciertos.

## Otras versiones
- Al Bowlly (1936)
- Lee Wiley (1937)
- Cab Calloway (1943–1944)
- Peggy Lee – Black Coffee (1953)
- Dinah Washington (con Clifford Brown) – Dinah Jams (1954, remasterizada 1990)
- Stan Kenton – Portraits on Standards (1954)
- Ella Fitzgerald – Ella Fitzgerald Sings the Cole Porter Songbook (1956)
- Cesare Siepi with The Roland Shaw Orchestra – Easy to Love (Songs of Cole Porter) (1958)
- Shirley Bassey – The Fabulous Shirley Bassey (1959)
- Helen Merrill – Parole e musica (con Fernando Caiati, 1960)
- Eartha Kitt – The Romantic Eartha (1962)
- Julie London – All Through the Night: Julie London Sings the Choicest of Cole Porter (1965)
- Bill Evans and Jim Hall – Intermodulation (1966)
- Sammy Davis Jr. – I've Gotta Be Me (1968)
- Julio Iglesias – Libra (1985)
- José José – At Puerto Rico in 1985 (unofficial live recording)
- James Darren – This One's from the Heart (1990)
- Neneh Cherry – Red Hot + Blue (1990)
- Rita Reys – The Great American Songbook, volume 1 (1992)
- Bono & Frank Sinatra – Duets (Frank Sinatra album) & Stay (Faraway, So Close!) (U2 album) (1993)
- Margaret Urlich & Dale Barlow recorded a version for Kate Ceberanos 1994 album, Kate Ceberano and Friends.
- The New Four Freshmen – Voices in Standards (1994)
- Sandro – Clásico (1994)
- The Rutles – The Rutles Archaeology (grabado 1996; realización 2007)
- Louis Prima and Keely Smith – Capitol Collectors Series: Louis Prima (1996)
- Gloria Gaynor – I Will Survive: The Anthology (1998)
- Bireli Lagrene – Blue Eyes (1998)
- Jawbox – My Scrapbook of Fatal Accidents (1998)
- Diana Krall – When I Look In Your Eyes (1999)
- Jamie Cullum – Heard It All Before (1999)
- Perry Como – Papa Loves Mambo – The Very Best of Perry Como (2004)
- T.J. Graham – Memphis Jazz Box (2004)
- Carly Simon – Moonlight Serenade (2005)
- Michael Bublé – It's Time (2005)
- Bobby Caldwell – Come Rain or Come Shine (2005)
- Michael Bolton – Bolton Swings Sinatra (2006)
- Lauri Beth Quinlivan – On Angel's Strings (rearranged for classical guitar, 2006)
- Cliff Richard – Bold as Brass (2009)
- Chris Botti – Chris Botti in Boston (featuring Katharine McPhee) (2009)
- Seether (2009)
- Deana Martin – Volare, a 2009 album released by Big Fish Records
- Rod Stewart  –  Fly Me to the Moon... The Great American Songbook Volume V (2010)
- Landau Eugene Murphy, Jr. – That's Life (2011)
- Jermaine Jackson – I Wish You Love (2012)
- Mina – 12 (American Song Book) (2012)
- Cristian Rosemary escribió una versión en español en 2013, denominada Bajo mi Piel.
- Cherry Poppin' Daddies - Please Return the Evening (2014)
- Maysa
- Josephine Baker
- Steve Barton
- Frankie Valli and the Four Seasons
- Victoria Bernardi
- Mark Tremonti en el álbum Mark Tremonti Sings Sinatra como tributo a Frank Sinatra (2022)